# Chiesa di Santa Maria della Scala (Chieri)
La chiesa collegiata di Santa Maria della Scala (nota anche come duomo di Chieri), è la più grande nonché principale chiesa della città di Chieri, in città metropolitana ed arcidiocesi di Torino.
Presenta una notevole serie di somiglianze estetico-architettoniche con il coevo duomo di Alba: tali somiglianze sono reperibili in parte nella struttura di scuola romanica-gotica, ma soprattutto nelle decorazioni interne; si vedano, per esempio, le decorazioni a bande orizzontali delle pareti e dei pilastri, gli stessi pilastri lobati, il colore blu delle volte a crociera.

## Storia
Il duomo sorge su un sito dove in epoca romana si trovava un luogo di culto di Minerva, come testimonia un'ara rinvenuta nella cripta della chiesa attuale., sul quale venne costruita tra il IV e il V secolo una chiesa dedicata alla Vergine.
Una nuova chiesa dedicata a Santa Maria venne costruita in forme romaniche per volere del vescovo di Torino Landolfo, nel 1037.
La chiesa gotica venne completamente ricostruita nelle forme attuali a partire dal 1405, forse ad opera di Bernardo da Venezia, e venne consacrata nel 1437.
Subì rimaneggiamenti nelle cappelle laterali in epoca barocca e restauri di gusto neogotico nella seconda metà dell'Ottocento.

## Descrizione

### Esterno

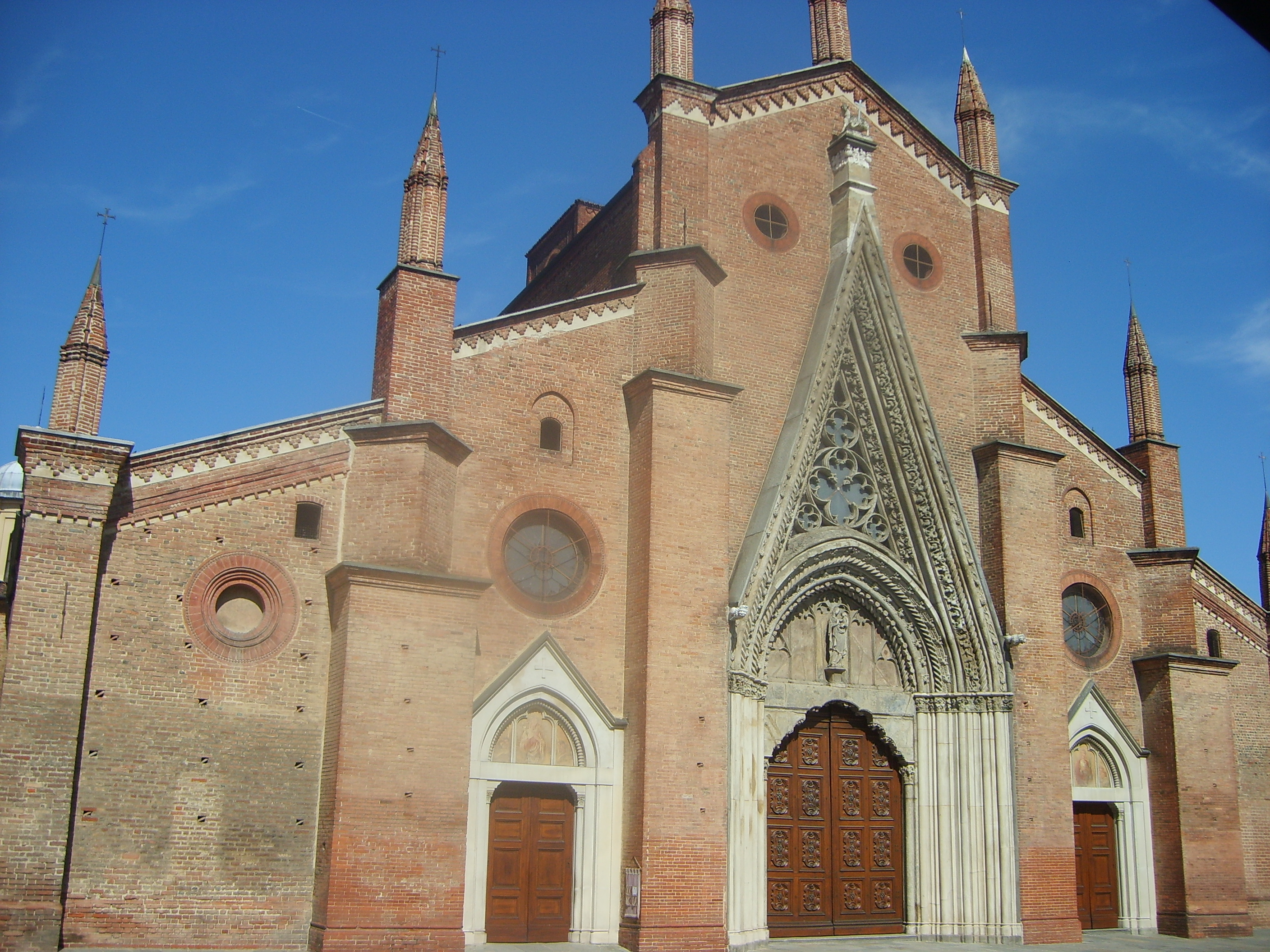
L'imponente facciata quattrocentesca del duomo di Chieri

La facciata in mattoni è di gusto gotico ed è dominata dalla ghimberga, il grande frontone a forma di triangolo acuto in pietra bianca che sormonta l'arco del portale principale. Il portale era ornato da una statua in marmo policromo della Vergine con Bambino, la Madonna del melograno, ora sostituita da una copia e collocata dopo il restauro in una cappella laterale del battistero.
Al vertice della ghimberga è posizionata una scultura rappresentante l'Agnus Dei.
Il campanile, alto 50 m, fu costruito in tre momenti successivi (1329-1365-1492). Alla base sono collocate due meridiane.

### Interno
L'interno si presenta a tre navate a cui si affiancano quindici cappelle laterali, in gran parte rimaneggiate in epoca barocca, in cui si conservano dipinti barocchi e fiamminghi.

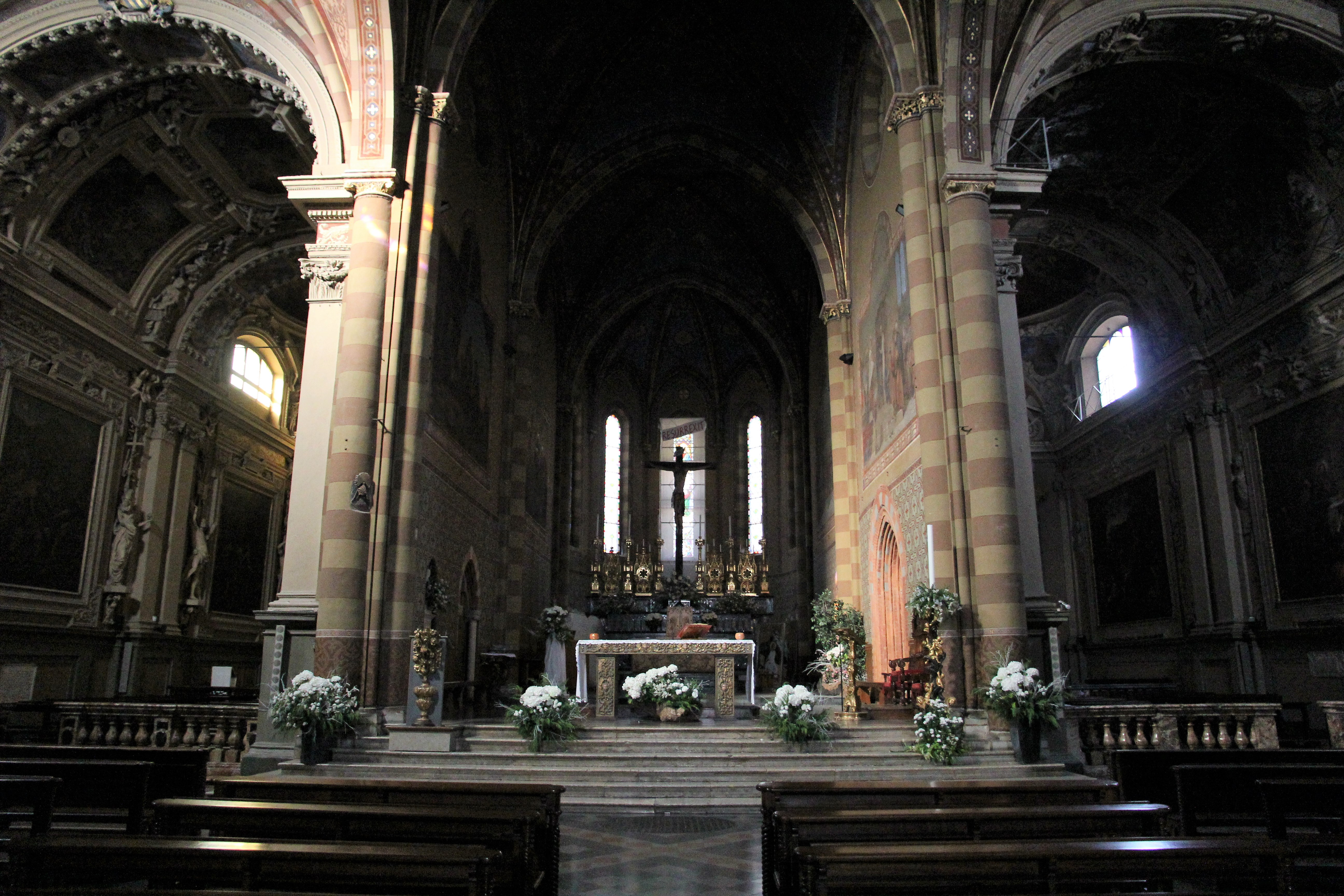
Interno

Nella cappella della Madonna, la terza del lato destro, alcuni lavori di restauro del 1880 hanno riportato in luce affreschi quattrocenteschi attribuiti al Jacquerio.
Nel 1659 Tommaso Carlone lavorò nella decorazione a stucco della cappella del Corpus Domini in collaborazione con i conterranei Francesco Garove, Giovanni Marocco e lo stuccatore Giovanni Luca Corbellini. Nella stessa cappella Davide che danza dinanzi all'arca e Abramo e i tre angeli, di Giovanni Antonio Mari. Due pale d'altare furono commissionate al pittore Giuseppe Sariga nel gennaio del 1759 per ornare la cappella della Madonna delle Grazie, ovvero il Voto per la peste del 1630 a Chieri e il Contagio della peste del 1630 a Chieri per cui richiese la somma di 300 lire piemontesi. Nell'agosto Sariga fu poi impegnato a dipingere gli angeli musicanti, espressione di un garbato rococò, sul cupolino, per cui ricevette altre 130 lire.
Le vetrate, arbitrariamente rifatte tra il 1994 e il 2005, sono opera dell'artista Silvio Vigliaturo.

#### Cripta
La cripta che conserva strutture del precedente edificio, presenta sulla volta l'affresco della Madonna con il Bambino affiancata dagli apostoli, Pietro e Paolo.
In questa cripta sono sepolti Giovanni Battista Lorenzo Bogino, Prospero Balbo e Cesare Balbo.

#### Cappella Gallieri
La cappella Gallieri si trova alla base del campanile. Fu edificata tra il 1414 ed il 1418. Verso il 1420 fu dipinta da un maestro ignoto una serie di affreschi sulle Storie di san Giovanni Battista, restaurati negli anni cinquanta.
Nella cappella era esposto il "tesoro del Duomo", comprendente reliquiari in oro e argento risalenti ai secoli XII-XV. Dopo un furto nel 1973 solo metà del tesoro originario è stata recuperata. Attualmente i preziosi oggetti sono custoditi in luogo sicuro, in attesa di un nuovo allestimento della collezione.

#### Battistero
Il battistero, posto sul lato destro della chiesa, ha origini duecentesche e, inizialmente staccato, fu collegato alla nuova chiesa quattrocentesca.
Nel 1432 passò sotto il patronato dei Tana, che ne fecero per un certo tempo un sepolcro. Il fonte battesimale riporta lo stemma ed il motto della famiglia Tana.
Nel 1829 la volta crollò, ma si conservano gli affreschi della Passione di Cristo, forse opera del pittore piemontese Guglielmo Fantini.
Resti romani sono stati rinvenuti sotto la pavimentazione del battistero.